# Тынецкое приходское кладбище
Тыне́цкое приходское кладбище (пол. Tyniecki cmentarz parafialny) — кладбище, находящее краковском административном районе Дембники на улице Бенедиктинской на территории бывшего села Тынец в правобережной части города.

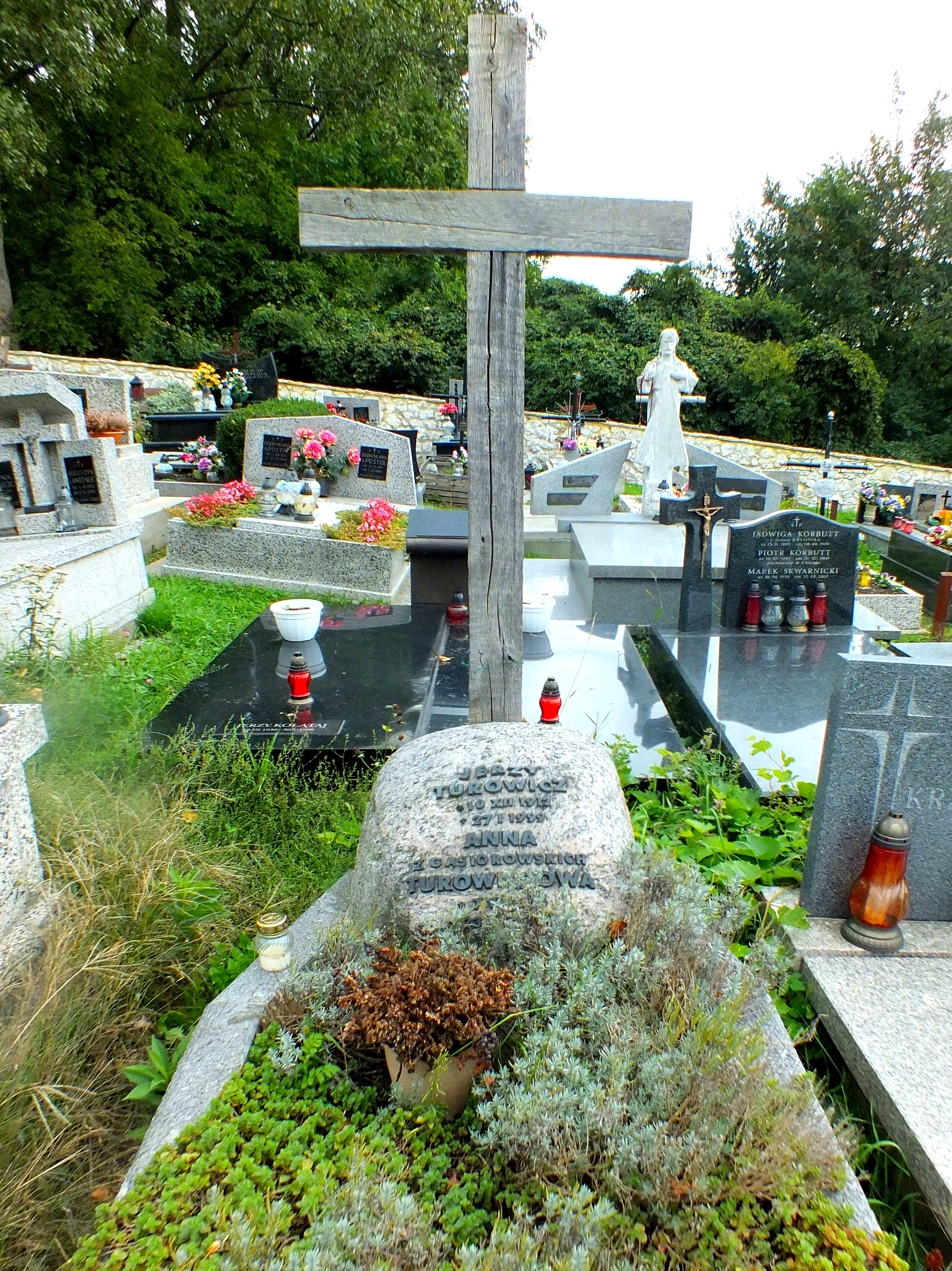
Могила Ежи Туровича на Тынецком приходском кладбище

## История
Кладбище было основано в конце XVIII — начале XVIII века. Наименование кладбища произошло от находящего на его территории приходской церкви святого Андрея, которая была разрушена во время Барской конфедерации. Церковь была вскоре восстановлена и в 1831 году была вновь разрушена в результате пожара.
Площадь кладбища составляет 0,7 гектаров. Некрополь обнесён стеной, которая сооружена из известковых камней. До настоящего времени сохранилось два входа, над одним из которых находится надпись «1816». Старейшее захоронение датируется 1887 годом.
На кладбище, кроме нескольких поколений жителей села Тынец, хоронились монахи-бенедиктинцы из монастыря, который находился в этом же селе. В 1939 году монахи здесь перезахоронили останки монахов, которые ранее с XI века находились в подвалах монастыря. На некрополе также находятся несколько могил монахинь-облаток.
На кладбище хоронились представители краковской интеллигенции, в частности, связанные с еженедельником «Tygodnik Powszechny» и литературного журнала «Znak».